# Хербст, Ребекка
Ребе́кка Энн Ли́берти Хербст-Сосе́до (англ. Rebecca Ann Liberty Herbst-Saucedo; род. 12 мая 1977, Энсино, Калифорния) — американская актриса.

## Биография
Ребекка Энн Либерти Хербст родилась 12 мая 1977 года в Энкино (штат Калифорния, США) в семье немецкого происхождения, отсюда и произношение фамилии. У Ребекки есть старшая сестра — Дженнифер Хербст (род.1975).
Ребекка дебютировала в кино в 1986 году, сыграв роль Дженнифер Симмонс в телесериале «Закон Лос-Анджелеса». С 1997 года Хербст снимается в сериале в телесериале «Главный госпиталь», где играет роль Элизабет Уэббер, за которую получила премию  «Дайджест мыльных опер» (1999) в номинации «Выдающаяся молодая актриса в главной роли».
С 1 июня 2001 года Ребекка замужем за актёром Майклом Соседо (род.1970). У супругов есть трое детей: сын Итан Райли Соседо (род.31.10.2001), дочь Элла Бэйли Соседо (род.12.04.2004) и ещё один сын — Эмерсон Труэтт Соседо (род.09.08.2010).